# Charlie Chan
Charlie Chan, detective estadounidense de origen chino, es un personaje de ficción creado en 1925 por Earl Derr Biggers.
Es el protagonista de seis novelas, una docena de películas, y también de dibujos animados (cómics) así como de radioteatros (comedias radiofónicas) y de juegos (un juego de naipes y un juego de tablero).
Inicialmente sargento en la policía de Honolulu, está casado y tiene catorce hijos. Es más bien corpulento, aunque no puede decirse que sus movimientos carezcan de soltura y gracia. 
El detective Chan es un personaje paciente y más bien pasivo, capaz de pasar por alto los prejuicios raciales ya que demuestra un amplio margen de tolerancia y comprensión. No es ni muy agresivo ni muy autoritario. Por encima de todo, está comprometido con servir al pueblo, siendo un hombre bueno y amable que hace sentir que no representa ninguna amenaza.
De origen chino, encarna de maravilla al hombre no blanco que ha tenido éxito en integrarse en la sociedad americana. Con frecuencia, se lo escucha pronunciando proverbios, impronta de su cultura milenaria. Sus faltas gramaticales al hablar inglés y su acento notoriamente chino hicieron de este personaje un detective único en su género.
Los lectores y audiencias de los Estados Unidos recibieron con calidez al personaje de Chan. Chan era visto como un personaje atractivo, inteligente, heroico, benevolente y honorable; esto contrastaba con la manera en que los asiáticos eran representados típicamente en Hollywood y los medios nacionales como confabuladores o malévolos a comienzos del siglo XX. A pesar de sus buenas cualidades, también se pensaba que Chan reforzaba estereotipos condescendientes sobre los asiáticos, tales como una supuesta incapacidad para hablar inglés correcto y una naturaleza servil y ceñida a la tradición. Muchos críticos encuentran objetable actualmente que el papel fuera interpretado en las pantallas por actores blancos estadounidenses maquillados para parecer asiáticos, si bien los personajes secundarios de su familia fueron interpretados por actores y actrices genuinamente asiático-estadounidenses, como Keye Luke. No se ha hecho ninguna película de Charlie Chan desde 1981.

### PorEarl Derr Biggers
- 1925: La casa sin llave (The House Without a Key), Opta 1966, (también conocido bajo el título Charlie Chan vuelve, Ediciones Loisirs, 1939).
- 1926: El papagayo chino (The Chinese Parrot), Perrin, 1932.
- 1928: Tras de esa cortina (Behind That Curtain), Perrin, 1930.
- 1929: El camello negro (The Black Camel), Opta, 1966 (también conocido bajo el título Charlie Chan en Honolulu, L'empreinte, 1938).
- 1930: Charlie Chan en demanda de auxilio / Eran 13 (Charlie Chan Carries On), Opta, 1968 (también conocido bajo el título Un policía chino, L'Empreinte, 1932.
- 1932: El guardián de las llaves / El criado chino  (Keeper of the Keys), L'empreinte, 1939.
  - Toda la serie « Charlie Chan » fue editada en un volumen por Robert Laffont, coll. Bouquins, 1993.

### Por otros escritores
- Charlie Chan Returns (1974) por Dennis Lynds, bajo el seudónimo de Michael Collins, adaptación de telefilm.
- Charlie Chan and the Curse of the Dragon Queen (1981) por Michael Avallone, adaptación en novela del film.
- Charlie Chan in the Pawns of Death por Bill Pronzini.
- Charlie Chan in The Temple of the Golden Horde por Michael Collins.
- Meeting at Midnight por Guy Belleranti.

## Filmografía[19]

### Primeras películas de Charlie Chan
- The House Without a Key (1926) (considerada como perdida)
- The Chinese Parrot (1927) (considerada como perdida)
- Behind That Curtain (1929)

### ConWarner Oland
- Charlie Chan Carries On (1931) (considerado como perdido)
- The Black Camel (1931)
- Charlie Chan's Chance (1932) (considerado como perdido)
- Charlie Chan's Greatest Case (1933) (considerado como perdido)
- Charlie Chan's Courage (1934) (considerado como perdido)
- Charlie Chan in London (1934)
- Charlie Chan In Paris (1935)
- Charlie Chan en Egipto (Charlie Chan in Egypt) (1935)
- Charlie Chan in Shanghai (1935)
- Charlie Chan's Secret (1936)
- Charlie Chan at the Circus (1936)
- Charlie Chan at the Race Track (1936)
- Charlie Chan at the Opera (1936)
- Charlie Chan at the Olympics (1937)
- Charlie Chan on Broadway (1937)
- Charlie Chan at Monte Carlo (1938)

### ConSidney Toler
- Charlie Chan in Honolulu (1938)
- Charlie Chan in Reno (1939)
- Charlie Chan at Treasure Island (1939)
- City in Darkness (1939)
- Charlie Chan's Murder Cruise (1940)
- Charlie Chan at the Wax Museum (1940)
- Charlie Chan in Panama (1940)
- Murder Over New York (1940)
- Dead Men Tell (1941)
- Charlie Chan in Rio (1941)
- Castle in the Desert (1942)
- Charlie Chan in the Secret Service (1944)
- The Chinese Cat (1944)
- Black Magic (1944, luego llamado Meeting at Midnight)
- The Shanghai Cobra (1945)
- The Red Dragon (1945)
- The Scarlet Clue (1945)
- The Jade Mask (1945)
- Dangerous Money (1946)
- Dark Alibi (1946)
- Shadows over Chinatown (1946)
- The Trap (1946)

### ConRoland Winters
- The Chinese Ring (1947)
- Docks of New Orleans (1948)
- Shanghai Chest (1948)
- The Golden Eye (1948)
- The Feathered Serpent (1948)
- Sky Dragon (1949)

### ConPeter Ustinov
- Charlie Chan and the Curse of the Dragon Queen (1981)

## Interpretaciones y críticas modernas
El personaje de Charlie Chan ha sido objeto de controversia. Algunos consideran que el personaje es un modelo positivo, mientras que otros sostienen que Chan es un estereotipo ofensivo. El crítico John Soister sostiene que Charlie Chan es ambas cosas; cuando Biggers creó el personaje, ofreció una alternativa única a los estereotipos de chinos malvados, un hombre que era al mismo tiempo «lo suficientemente servicial en su personalidad... poco amenazador en su comportamiento... y alejado de su patria asiática... para sofocar cualquier xenofobia subyacente».
El crítico Michael Brodhead sostiene que «el tratamiento compasivo que Biggers da a las novelas de Charlie Chan convence al lector de que el autor se pronunció de forma consciente y directa a favor de los chinos, un pueblo al que no solo hay que aceptar sino admirar. El tratamiento empático de Biggers hacia los chinos reflejó y contribuyó a la mayor aceptación de los chino-americanos en el primer tercio del siglo [XX]». S. T. Karnick escribe en la National Review que Chan es «un detective brillante con una facilidad comprensiblemente limitada en el idioma inglés [cuyo] poder de observación, lógica y rectitud y humildad personal lo convirtieron en un personaje ejemplar y totalmente honorable». Ellery Queen calificó la caracterización de Charlie Chan por parte de Biggers como «un servicio a la humanidad y a las relaciones interraciales». Dave Kehr, de The New York Times, dijo que Chan «puede haber sido un estereotipo, pero era un estereotipo del lado de los ángeles». Keye Luke, actor que interpretó al hijo de Chan en varias películas, estuvo de acuerdo; cuando se le preguntó si pensaba que el personaje era denigrante para la raza, respondió: «¿Denigrante para la raza? ¡Por Dios! Tienes un héroe chino» y «Estábamos haciendo los mejores misterios de asesinatos de Hollywood».
Otros críticos, como el sociólogo Yen Le Espiritu o Huang Guiyou, sostienen que, si bien Chan es retratado positivamente en algunos aspectos, no está a la altura de los personajes blancos, sino que es un «Otro benévolo» que es «unidimensional». El uso de actores blancos para representar a personajes asiáticos orientales indica la «absoluta Alteridad oriental» del personaje; las películas sólo tuvieron éxito en tanto «dominio de actores blancos personificando a maestros de misterios de asesinatos con acentos muy pesados, así como fuentes de proverbios crípticos». El personaje de Chan «encarna los estereotipos de los chinos estadounidenses, especialmente de los varones: inteligentes, serviles, afeminados". Chan es representante de una minoría modelo, el estereotipo bueno que contrarresta un estereotipo malo: «Cada imagen estereotipada está llena de contradicciones: el indio sediento de sangre se atempera con la imagen del noble salvaje; el bandido existe junto con el compañero leal; y Fu Manchú se compensa con Charlie Chan». Sin embargo, las cualidades malvadas de Fu Manchú se presentan como inherentemente chinas, mientras que las buenas cualidades de Charlie Chan son excepcionales: «Fu representa a su raza; su contraparte se aleja de los demás asiáticos hawaianos».
Algunos sostienen que la popularidad del personaje depende de su contraste con los estereotipos del Peligro Amarillo o de los japoneses en particular. La opinión de los estadounidenses sobre China y los chinos-estadounidenses fue más positiva en las décadas de 1920 y 1930, en contraste con los japoneses, que eran vistos cada vez con más recelo. Sheng-mei Ma sostiene que el personaje es una sobrecompensación psicológica a la «paranoia rampante sobre el otro racial».
En junio de 2003, el Fox Movie Channel canceló un festival de Charlie Chan previsto, poco después de comenzar la restauración para su difusión por cable, tras la protesta de un grupo de interés especial. La Fox revocó su decisión dos meses después, y el 13 de septiembre de 2003 se emitió la primera película del festival en la Fox. Las películas, cuando se emitieron en el Fox Movie Channel, fueron seguidas por mesas redondas de asiáticos orientales prominentes de la industria del entretenimiento estadounidense, encabezadas por George Takei, la mayoría de los cuales estaban en contra de las películas. Colecciones como Aiiieeee! An Anthology of Asian-American Writers, de Frank Chin, y Charlie Chan is Dead, de Jessica Hagedorn, se presentan como alternativas al estereotipo de Charlie Chan y «[articulan] la ira cultural y la exclusión como su fuerza animadora». La Fox ha publicado todos sus largometrajes de Charlie Chan en DVD, y Warner Bros. (actual propietaria de la biblioteca de Monogram) ha publicado todos los largometrajes de Sidney Toler y Roland Winters en DVD.
Los críticos modernos, especialmente los asiático-estadounidenses, siguen albergando sentimientos encontrados sobre Charlie Chan. Fletcher Chan, un defensor de las obras, sostiene que el Chan de las novelas de Biggers no se somete a los personajes blancos, y cita The Chinese parrot como ejemplo; en esta novela, los ojos de Chan arden de ira ante los comentarios racistas y al final, tras desenmascarar al asesino, Chan comenta: «Quizá escuchar a un 'chino' no sea una desgracia». En las películas, tanto Charlie Chan en Londres (1934) como Charlie Chan en París (1935) «contienen escenas en las que Chan despacha con frialdad e ingenio los comentarios racistas de otros personajes». Yunte Huang manifiesta una actitud ambivalente, afirmando que en Estados Unidos, Chan «personifica la herencia racista y el genio creativo de la cultura de esta nación». Huang también sugiere que los críticos de Charlie Chan pueden haber ellos mismos «caricaturizado» a veces al propio Chan.
El personaje de Chan también ha sido criticado por las «pedacitos de Confucio de galleta de la fortuna» y los «proverbios falsificados» que tanto se difundieron en la cultura popular. Las novelas de Biggers no introdujeron los proverbios que empezaban con «Confucio dice», que fueron añadidos en las películas, pero en una de las novelas aparece Chan comentando: «Como todos los que me conocen han aprendido para su desgracia, los chinos tienen proverbios que se adaptan a todas las situaciones posibles». Huang Yunte pone como ejemplos «Lengua suele colgar al hombre más rápido que soga» ), «Mente, como paracaídas, solo funciona cuando se abre» y «Hombre que coquetea con dinamita a veces volar con ángeles». Sin embargo, sostiene que estos «aforismos coloridos» exhiben «asombrosas habilidades acrobáticas lingüísticas». Como el «mono que da a entender» del folclore afroestadounidense, continúa Huang, Chan «imparte tanto insulto como sabiduría».